# Koszary Wołyńskie

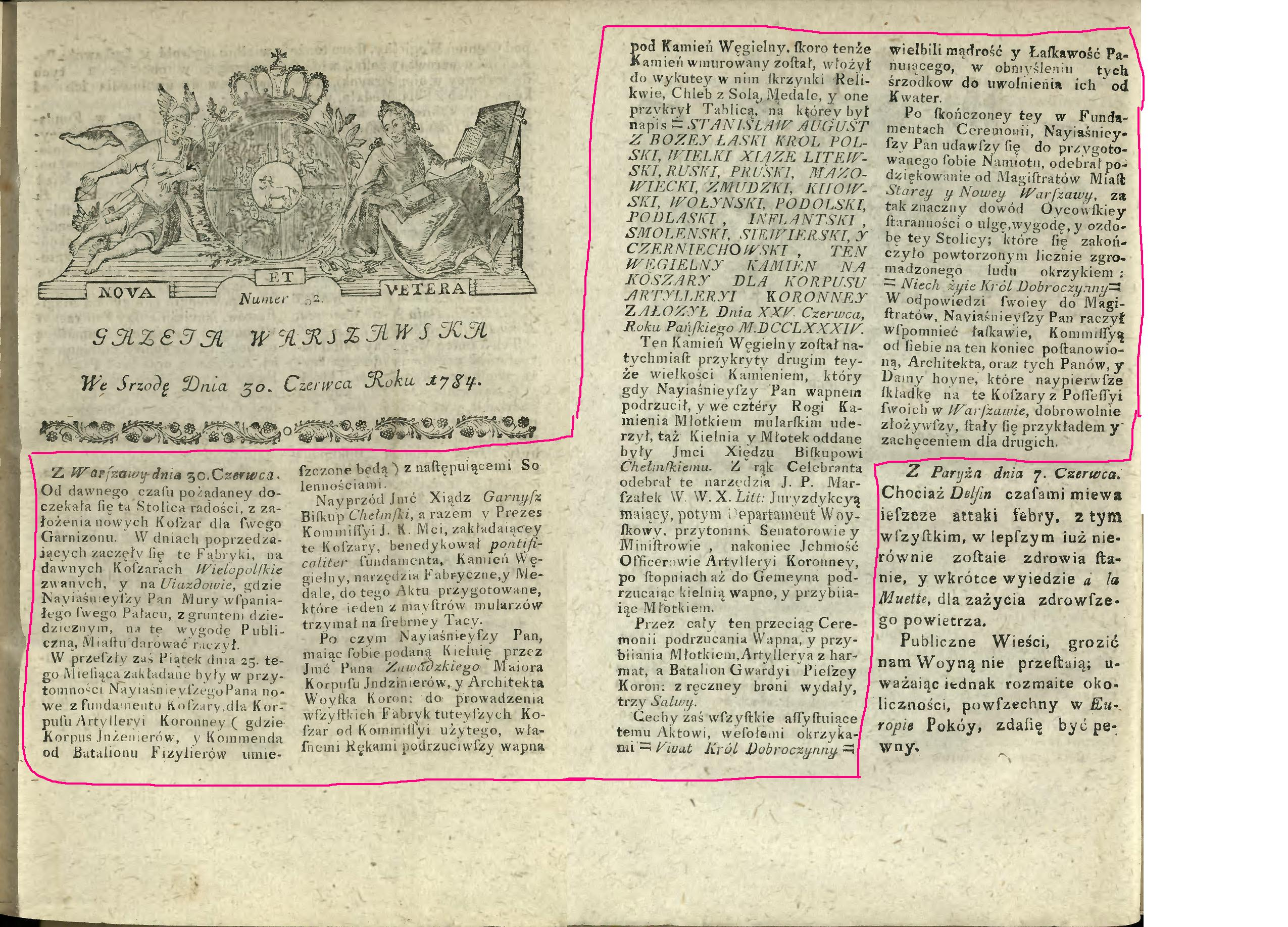
Gazeta Warszawska z 1784, nr 52. Informacja o uroczystości wmurowania kamienia węgielnego pod koszary

Koszary Wołyńskie, także  Koszary Artylerii Koronnej – budynek, który znajdował się przy ul. Zamenhofa 19 na rogu z ul. Gęsią (pierwotnie nosił adres ul. Dzika 2317). 
Wybudowany w latach 1784–92 jako koszary Regimentu Fizylierów Artylerii Koronnej i Korpusu Inżynierów Koronnych. W okresie rozbiorów mieścił m.in. koszary Wołyńskiego Pułku Lejb–Gwardii; od poł. XIX wieku do 1939 więzienie wojskowe; w czasie II wojny światowej zaś w granicach getta warszawskiego, mieścił kolejno Areszt Centralny, siedzibę Judenratu, wychowawczy obóz pracy i KL Warschau; następnie po wojnie obóz NKWD, polski obóz pracy dla Niemców i Centralne Więzienie – Obóz Pracy Warszawa II Gęsiówka. Koszary, wraz z zabudowaniami, zostały zniszczone podczas obrony Warszawy w 1939 i powstania w getcie. Wypalony gmach rozebrano w 1965. 

## Historia
Budynek zaprojektował generał Stanisław Zawadzki, znany architekt doby klasycyzmu, autor projektu kilku innych warszawskich budowli o przeznaczeniu militarnym, m.in. Koszar Gwardii Konnej Koronnej (modernizacja wcześniejszej budowli), Gwardii Pieszej Koronnej i przebudowy Zamku Ujazdowskiego na koszary Gwardii Pieszej Litewskiej. W tym czasie w całej Warszawie trwały prace budowlane nad rozbudową infrastruktury wojskowej, poważnie nadszarpniętej przez dekady niedoinwestowania.
Budowa rozpoczęła się w 1784. Trwała osiem lat. W 1788 do nieukończonego jeszcze budynku wprowadziły się Regiment Fizylierów Artylerii Koronnej i Korpus Inżynierów Koronnych, dla których koszary pozostały miejscem stacjonowania aż do upadku insurekcji kościuszkowskiej w 1794.
W czasie ich powstawania, budynek uznawany był za najozdobniejsze koszary ówczesnej Warszawy.
W latach 1862–1914 koszary zajmował Wołyński Pułk Gwardii, wchodzący w skład 3 Dywizji Piechoty Gwardii. Następnie koszary zostały przekształcone w więzienie. W okresie międzywojennym funkcjonowało tu Wojskowe Więzienie Śledcze Nr I, gdzie w latach 1924–1926 komendantem więzienia był podpułkownik żandarmerii Adam Kubisztal.
Podczas obrony Warszawy we wrześniu 1939 zabudowania koszar mocno ucierpiały na skutek niemieckich bombardowań. 2 października 1940 obiekt znalazł się na terenie warszawskiego getta, a 15 listopada tego samego roku urządzono w nim tzw. Areszt Centralny dla Dzielnicy Żydowskiej (adres: ul. Gęsia 22 lub 24). W sierpniu 1942, w czasie wielkiej akcji deportacyjnej, stał się siedzibą Rady Żydowskiej, która musiała opuścić budynek przy ul. Grzybowskiej 26/28 z powodu wyłączenia z dzielnicy zamkniętej tzw. małego getta. Od jesieni 1942 istniał również wychowawczy obóz pracy policji bezpieczeństwa.
Budynek został spalony w czasie powstania w getcie, a następnie od lipca 1943 do 5 sierpnia 1944 znajdował się na terenie obozu koncentracyjnego KL Warschau, tzw. „Gęsiówki”. Po wojnie na jego terenie przez krótki czas prowadzony był obóz NKWD (od stycznia do maja 1945), a od połowy 1945 polski obóz pracy dla Niemców odbudowujących Warszawę, który funkcjonował tu do 1949. W okresie 15–25 września 1946 prowadzone były również prace ekshumacyjne. W drugiej połowie 1949 założono na jego terenie Centralne Więzienie – Obóz Pracy Warszawa II Gęsiówka. Obóz zlikwidowano w 1956. Dość dobrze zachowane wypalone mury budynku rozebrano w 1965. W jego miejscu znajduje się budynek Muzeum Historii Żydów Polskich POLIN.

## Galeria

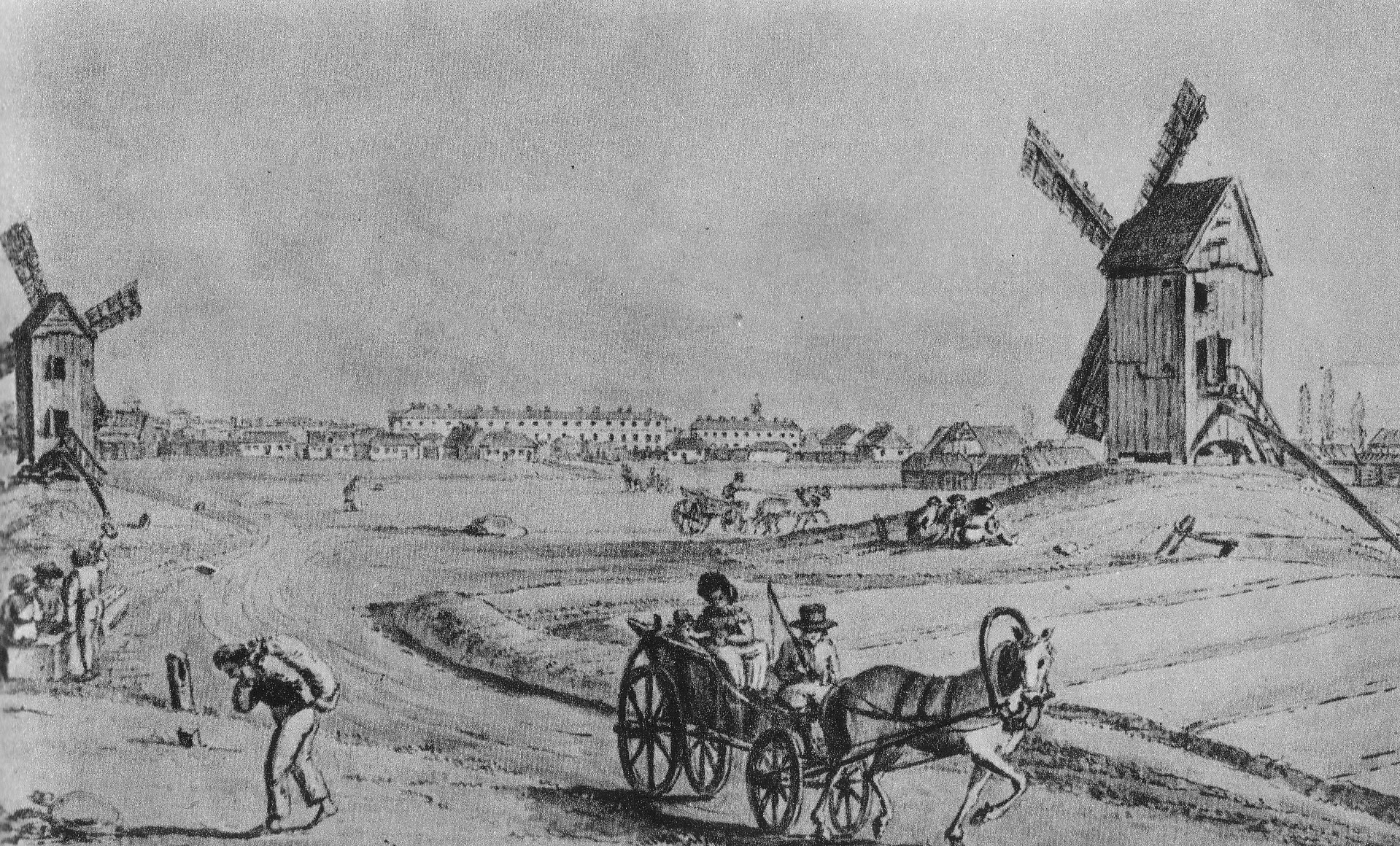
Koszary Wołyńskie na akwareli Aleksandra Majerskiego
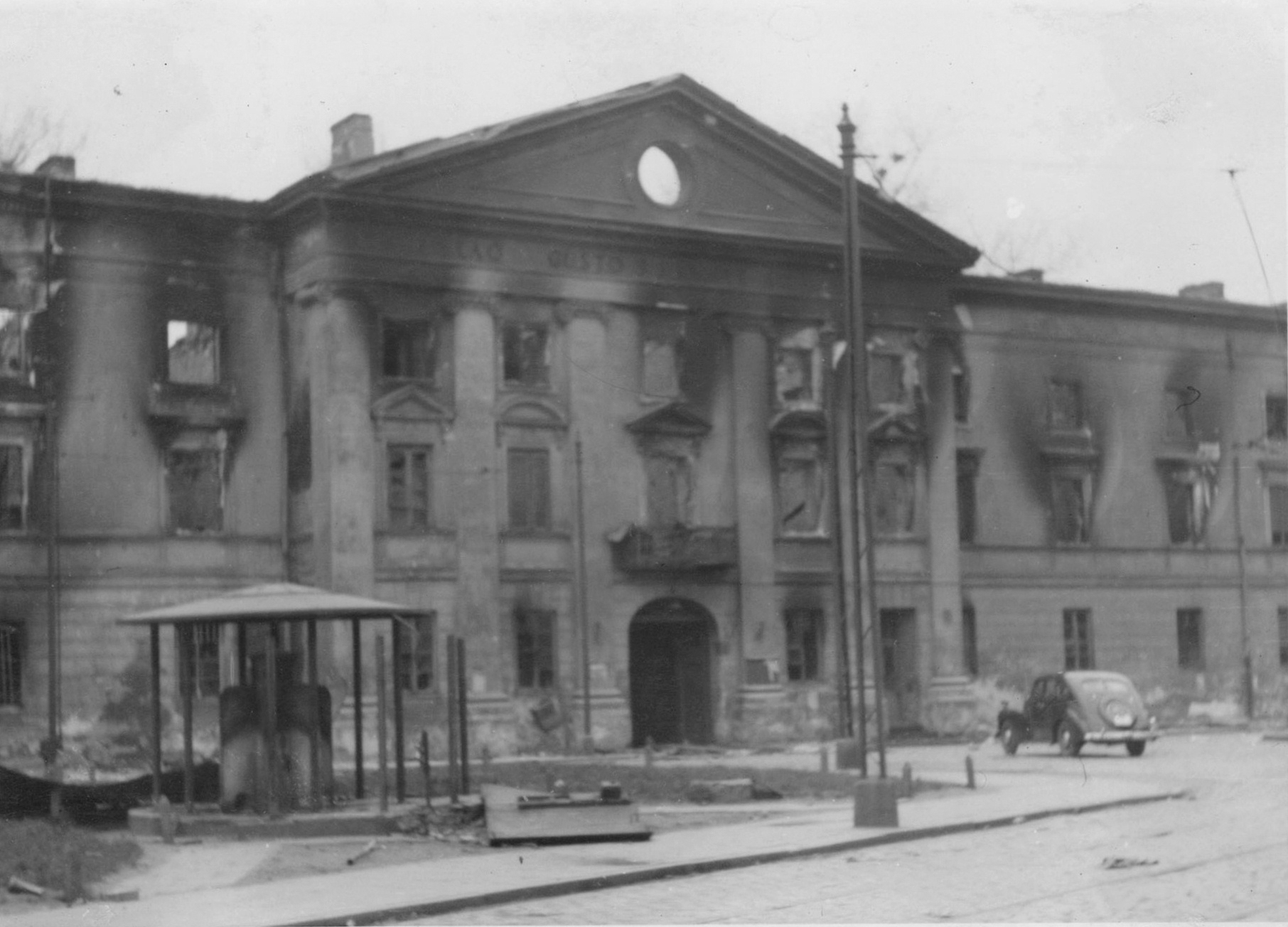
Wypalony gmach koszar w czasie powstania w getcie
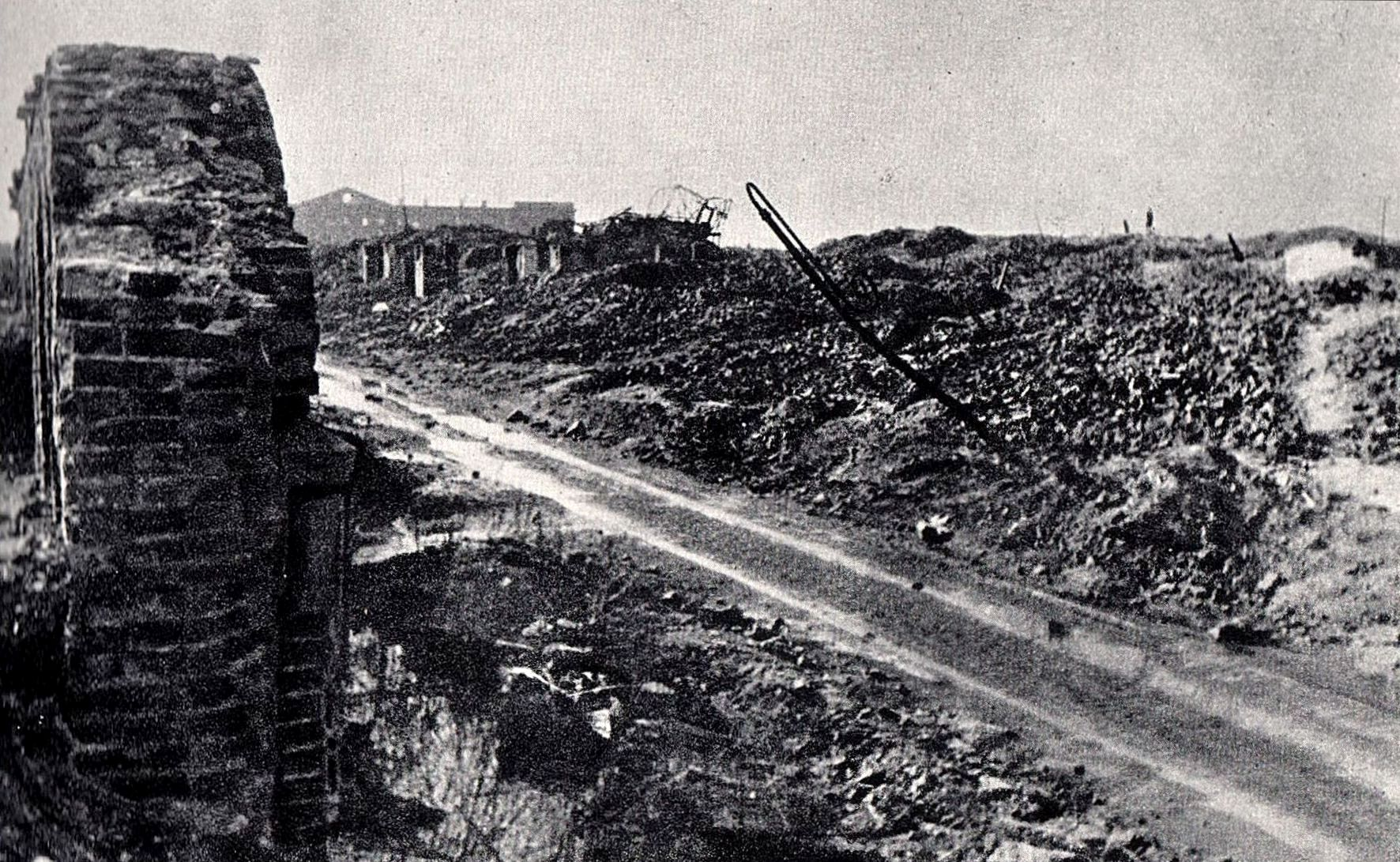
Koszary Wołyńskie widziane z ruin getta, 1945
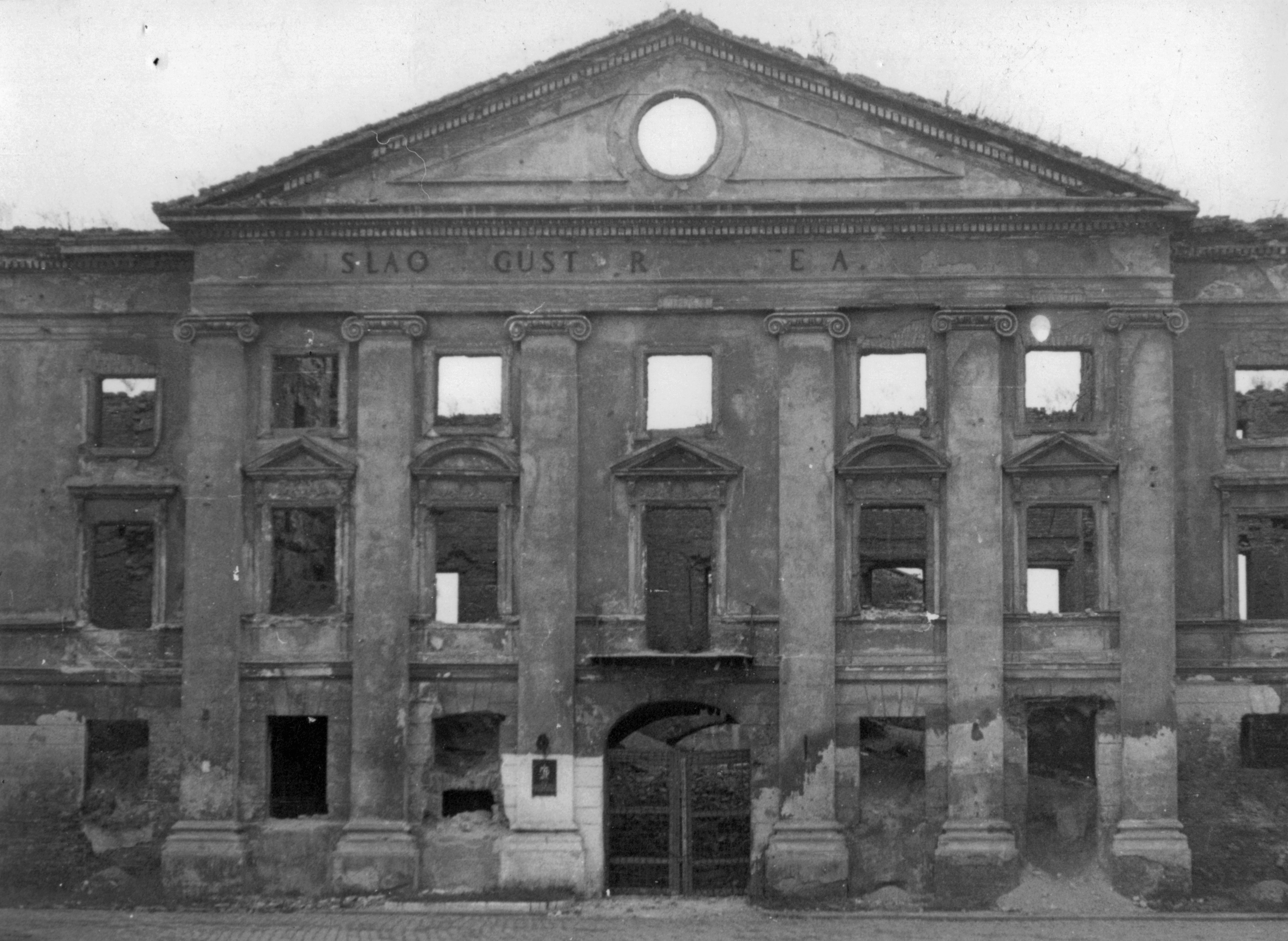
Główne wejście w 1958